# 阿波舞

德島市阿波舞活動中，水玉連女踊的表演

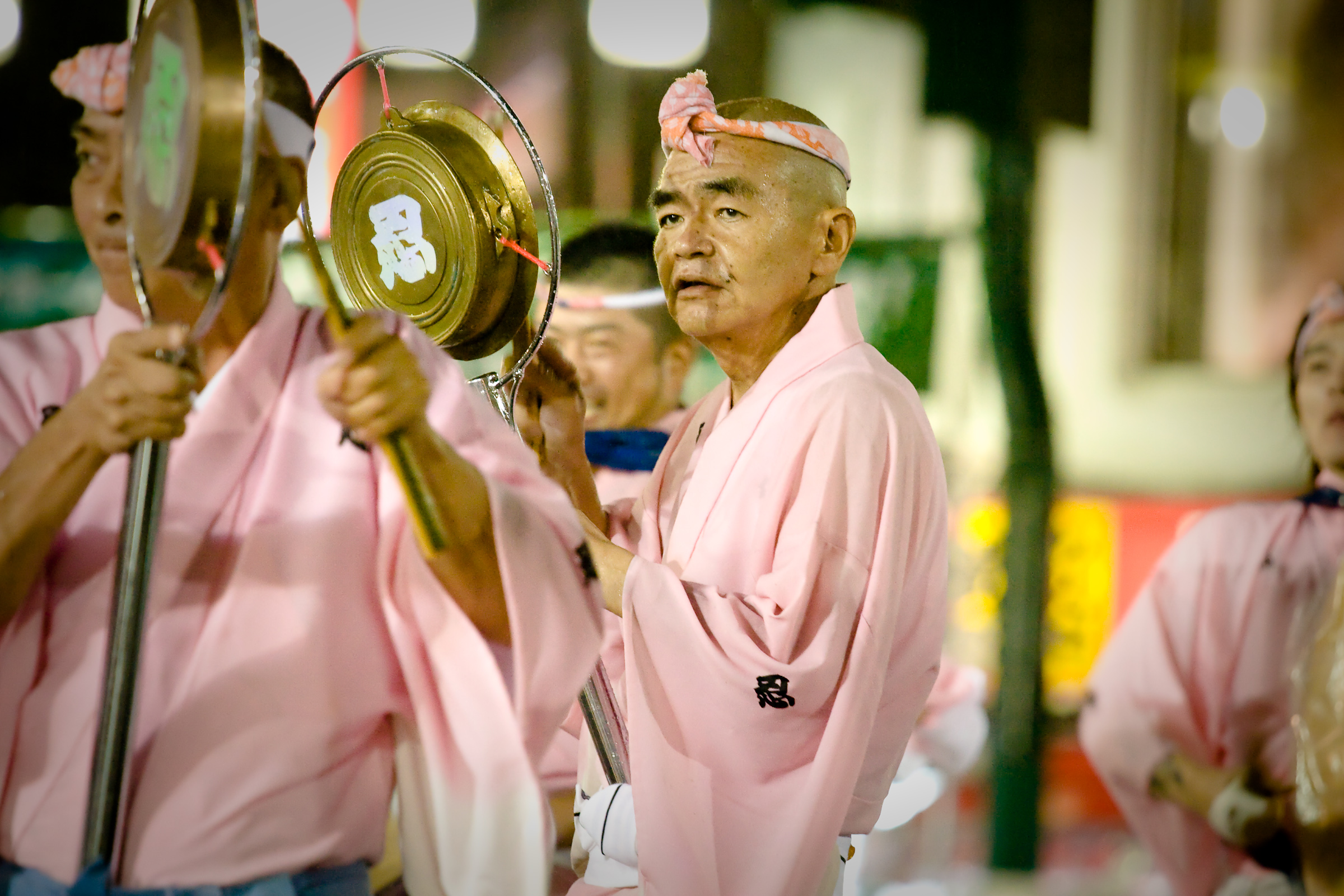
阿波舞演出中的鉦鼓

阿波舞（日语：阿波踊り）是起源於日本德島縣（令制國時代為阿波國）的一種盆舞，以三味線、太鼓、鉦鼓、篠笛以二拍子節奏伴奏，搭配舞蹈者的聲音及手部動作的集體舞蹈，但其並沒有特別固定的模式，相當隨興。此外，阿波舞也會被稱為「傻瓜舞」，在一首民謠的歌詞中即敘述著：「跳舞的傻瓜和看跳舞的傻瓜，同樣都是傻瓜不一起跳舞太吃虧了！」（「踊る阿呆に見る阿呆、同じ阿呆なら踊らにゃ損損」）。
每年在夏季時，德島縣內各地都會舉辦相關祭典，其中以德島市舉辦的德島市阿波舞規模最大；日本版Google首頁曾在2014年8月12日德島市阿波舞舉辦期間推出阿波舞的首頁塗鴉。
由於阿波舞已經成為德島縣的代表文化，在德島縣內的許多中小學都會在體育課中教授阿波舞，並在學校相關活動中安排阿波舞的節目。

## 起源
阿波舞的起源尚未得到明確的考據結論，一般認為最初是以宗教活動中的「精靈舞」（精霊踊り）和「念佛舞」為原型而發展出來。
在常見的傳說中，阿波舞起源是在1587年，德島藩第一代藩主蜂須賀家政為慶祝德島城的完成，在城內舉辦宴會時，百姓在喝醉之時隨手跳的舞，後來變演變為現在的阿波舞。但在正式的歷史研究中認為這說法並不正確，實際上在江戶時代，由於擔心百姓藉此引起騷亂，阿波舞是被禁止的，甚至有德島藩家老因在自己家中跳阿波舞而遭到處分的紀錄。
第二次世界大战期间，阿波舞曾一度中断，但在战后的 1946 年，经盟军总司令部和德岛县警察局保安课协商，阿波舞得以恢复。在二次大戰後，阿波舞開始作為德島發展當地文化的象徵而開始受到重視，並逐漸在全日本獲得知名度。

## 連
跳阿波舞的人們會組成名為「連」的隊伍，在阿波舞的活動中，通常在表演隊伍的最前方會有人提著寫著連名的燈籠來帶領整個隊伍出場。
除了原本兩大阿波舞協會所屬的連隊外，在德島當地也有許多企業、商店街、學校、大學學生社團會組成連共同推廣阿波舞或參與活動。
阿波舞振興協會（阿波おどり振興協会）及德島縣阿波舞協會（徳島県阿波踊り協会）的33個連，被稱為「有名連」，這些有名連除了固定參加當地的阿波舞慶典，也會到日本各地甚至海外演出。
| 阿波舞振興協會14連 | 阿波舞振興協會14連 | 阿波舞振興協會14連 |
| 連名               | 創立時間           | 備註               |
| ------------------ | ------------------ | ------------------ |
|                    | 1925年（大正14年） |                    |
|                    | 1946年（昭和21年） |                    |
|                    | 1946年（昭和21年） |                    |
|                    | 1946年（昭和21年） |                    |
|                    | 1947年（昭和22年） |                    |
|                    | 1948年（昭和23年） |                    |
|                    | 1950年（昭和25年） |                    |
|                    | 1957年（昭和32年） |                    |
|                    | 1959年（昭和34年） |                    |
|                    | 1960年（昭和35年） |                    |
|                    | 1967年（昭和42年） |                    |
|                    | 1973年（昭和48年） |                    |
|                    | 1976年（昭和51年） |                    |
|                    | 1978年（昭和53年） |                    |

| 德島縣阿波舞協會19連 | 德島縣阿波舞協會19連 | 德島縣阿波舞協會19連 |
| 連名                 | 創立時間             | 備註                 |
| -------------------- | -------------------- | -------------------- |
|                      | 1946年（昭和21年）   |                      |
|                      | 1946年（昭和21年）   |                      |
|                      | 1948年（昭和23年）   |                      |
|                      | 1948年（昭和23年）   |                      |
|                      | 1948年（昭和23年）   |                      |
|                      | 1951年（昭和26年）   |                      |
|                      | 1951年（昭和26年）   |                      |
|                      | 1957年（昭和32年）   |                      |
|                      | 1961年（昭和36年）   |                      |
|                      | 1965年（昭和40年）   |                      |
|                      | 1966年（昭和41年）   |                      |
|                      | 1968年（昭和43年）   |                      |
|                      | 1968年（昭和43年）   |                      |
|                      | 1968年（昭和43年）   |                      |
|                      | 1971年（昭和46年）   |                      |
|                      | 1975年（昭和50年）   |                      |
|                      | 1975年（昭和50年）   |                      |
|                      | 1987年（昭和62年）   |                      |
|                      | 1990年（平成2年）    |                      |

資料來源：台灣阿波舞推廣協會 （页面存档备份，存于）

## 日本各地的阿波舞活動

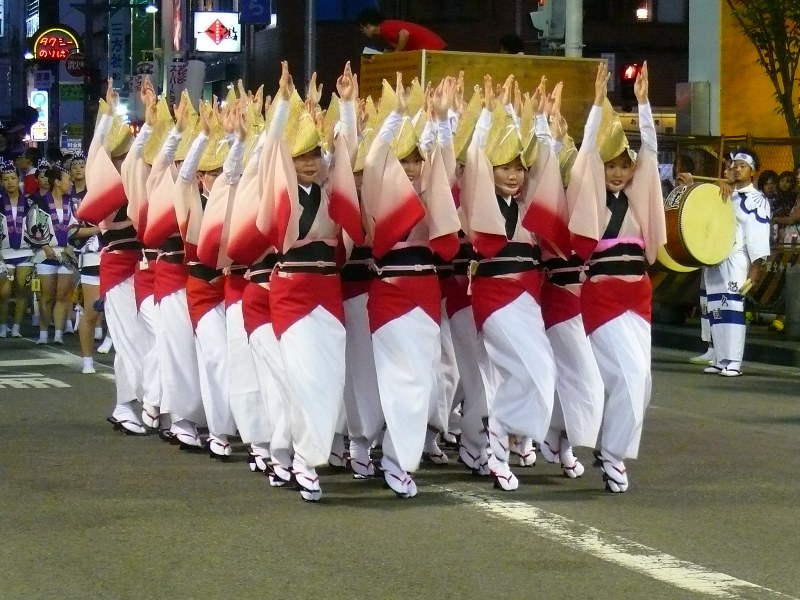
阿波舞活動中的演出

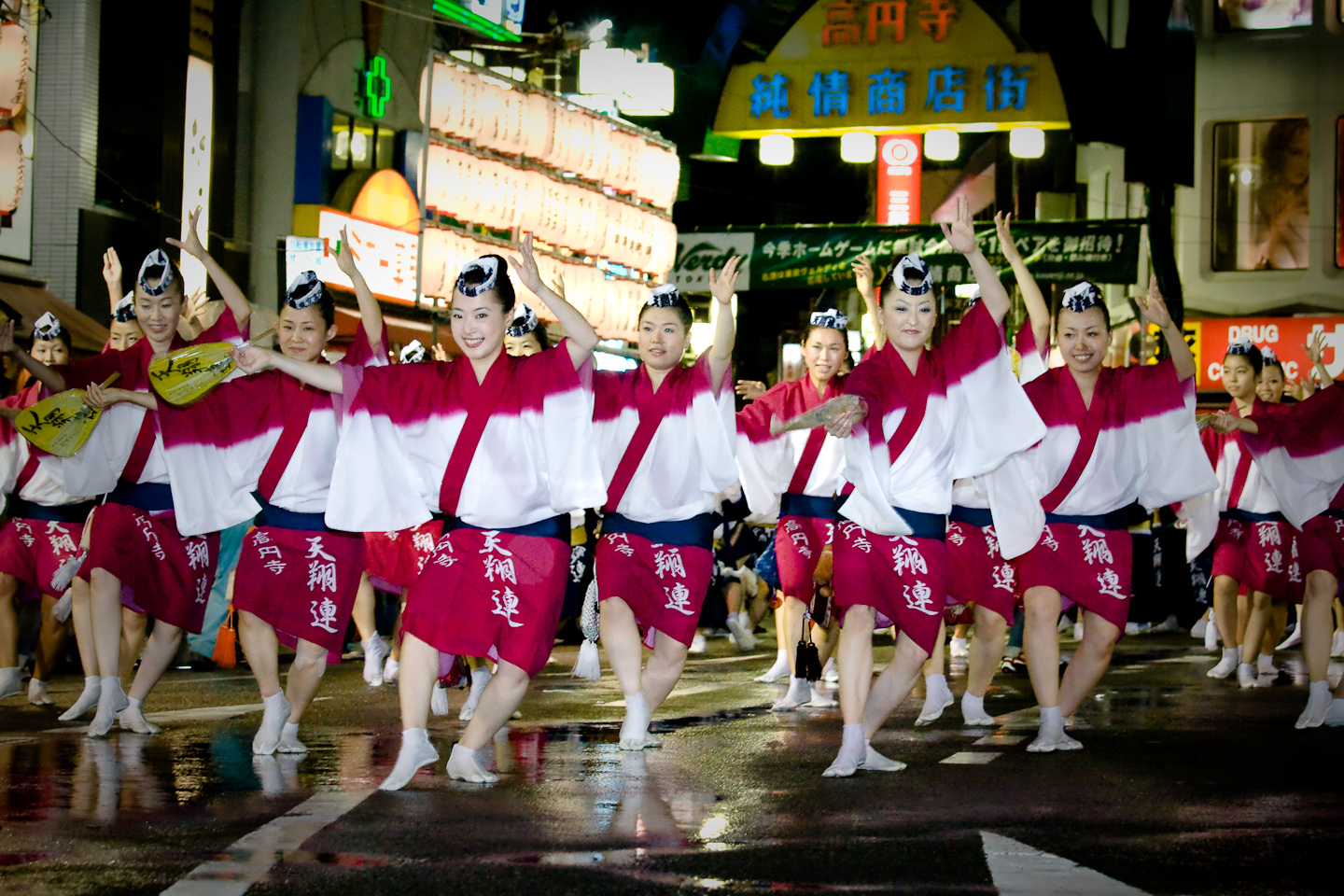
2008年東京高圓寺阿波舞

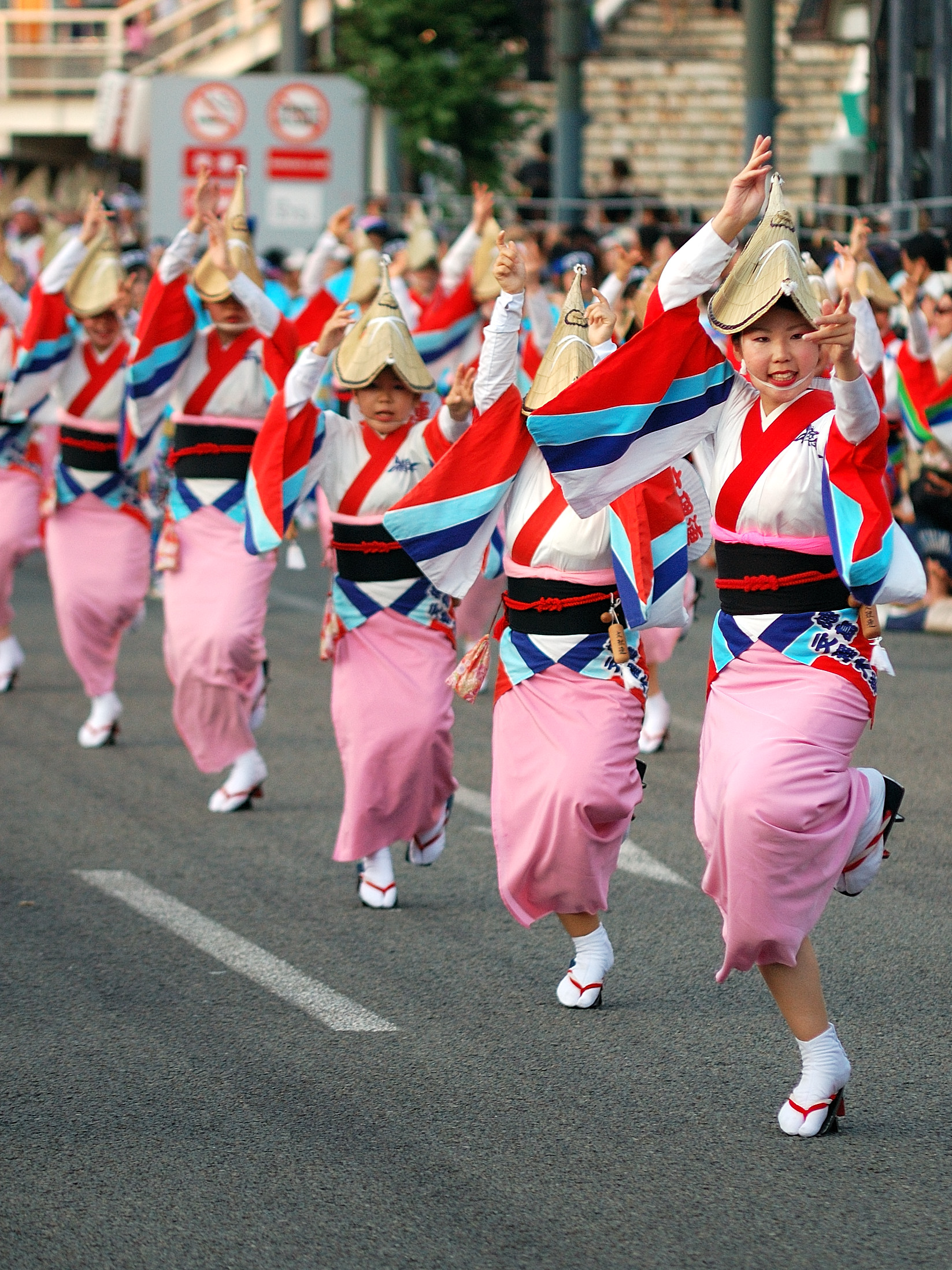
2008年德島阿波舞活動中的演出

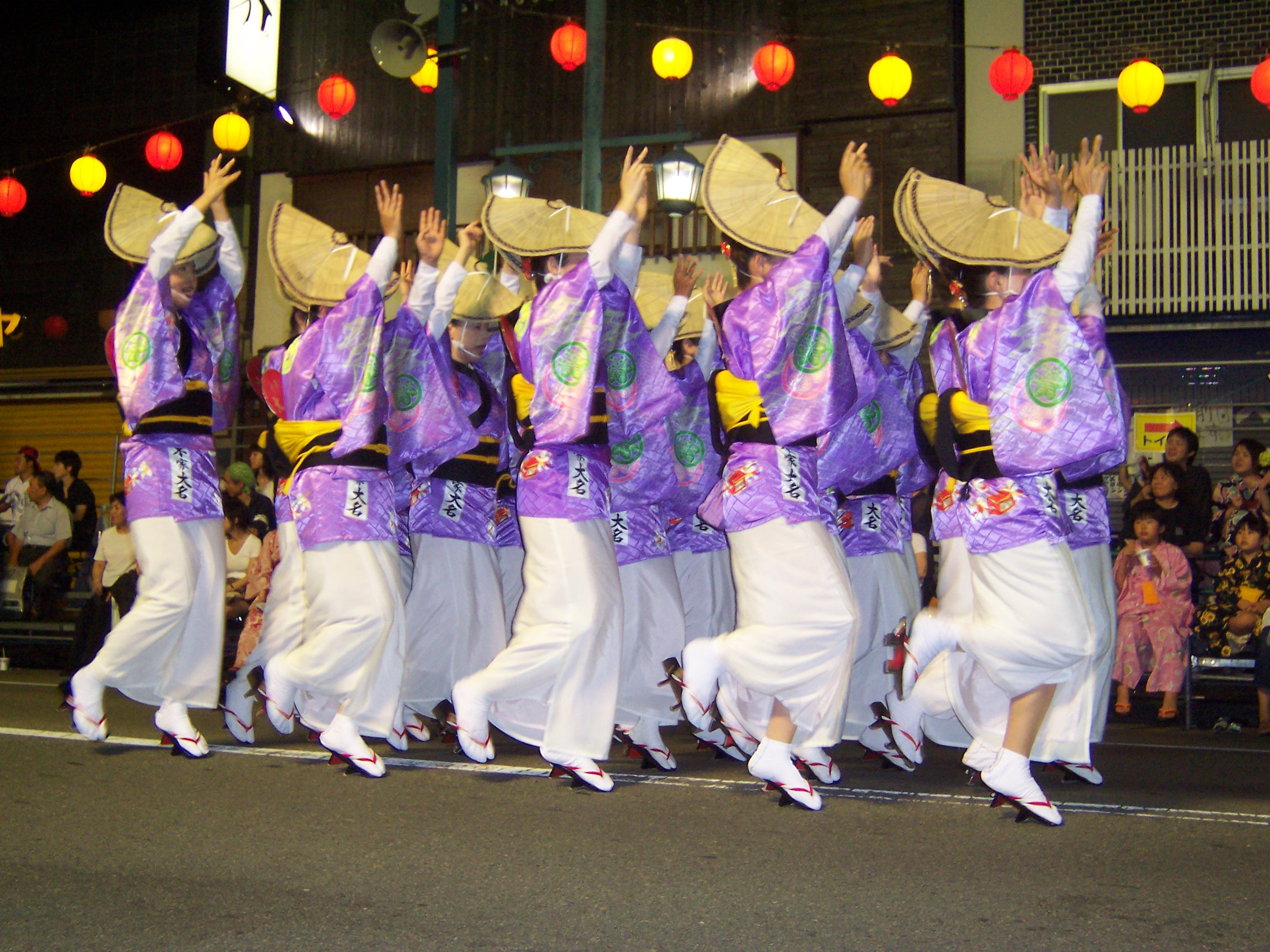
2007年阿波舞活動中的演出

全日本最知名的阿波舞活動是每年8月12日至15日期間，在德島市舉辦的「德島阿波舞」，每次約會有130萬觀光客參與。
除德島縣以外，在日本許多地方會以當地的「德島縣人會」為中心，也舉辦許多阿波舞的活動，其中知名度較高的包括位於東京都杉並區自1957年開始舉辦的「东京高圆寺阿波舞」，每年約有100萬人參與；其他在東京的下北澤、中目黑、三鷹市、初台、神樂坂等地自1970年代也都開始舉辦阿波舞活動。
其他在埼玉縣越谷市的「南越谷阿波舞」每年約有70萬人參與，神奈川縣大和市的「神奈川大和阿波舞」則約有40萬人參與。

### 列表
- 德島縣內
  - 德島市阿波舞（日语：徳島市阿波おどり）（德島市）
  - 阿南之夏祭（阿南市）
  - 鳴門市阿波舞（日语：鳴門市阿波おどり）（鳴門市）
  - 池田阿波舞（三好市）
  - 小松島祭（日语：小松島港まつり）（小松島市）
  - 吉野川阿波舞大會（吉野川市）
  - 劍町阿波吉野川阿波舞大會（美馬市、劍町）
  - （那賀町）
  - 勝浦的阿波舞（勝浦町）
  - 阿波市阿波舞（阿波市）
- 關東地方
  - 东京高圆寺阿波舞（東京都杉並區高圓寺）
  - 初台阿波舞（東京都澀谷區初台）
  - 糀谷阿波舞（東京都大田區糀谷（日语：糀谷））
  - 下北澤一番街 阿波舞（東京都世田谷區下北澤）
  - 神樂坂阿波舞（東京都新宿區神樂坂）
  - 東京大塚阿波舞（東京都豐島區大塚）
  - 中村橋阿波舞（東京都練馬區）
  - きたまち阿波舞（東京都練馬區）
  - 都立家政阿波舞（東京都中野區）
  - 三鷹阿波舞（東京都三鷹市）
  - 小金井阿波舞（東京都小金井市）
  - 目黑銀座商店街夏祭（東京都目黑區中目黑）
  - 川崎阿波舞（神奈川縣川崎市川崎區）
  - 神奈川大和阿波舞（神奈川縣大和市）
  - 相模原東林間サマーわぁ!ニバル（神奈川縣相模原市南区）
  - 南越谷阿波舞（日语：南越谷阿波踊り）（埼玉縣越谷市）
  - 三鄉阿波舞（埼玉縣三鄉市）
  - 新座阿波舞（埼玉縣新座市）
  - 狹山入間川七夕祭（日语：狭山入間川七夕まつり）（埼玉縣狹山市）
  - 茂原阿波舞（日语：茂原七夕まつり）（千葉縣茂原市）
  - 小金宿祭（千葉縣松戶市）
  - 阿波舞@高崎祭（日语：高崎まつり）（群馬縣高崎市）
- 中部地方
  - 裾野阿波舞大會（静岡縣裾野市）
  - 大月阿波舞（山梨縣大月市）
  - 江南阿波舞大會（愛知縣江南市）
- 近畿地方
  - 北千里阿波縣（大阪府吹田市北千里）
  - 淡路島祭 舞蹈大会（兵庫縣洲本市）
- 中國地方
  - 備前阿波舞祭（岡山縣赤磐市）
- 東北地方
  - 陸奧阿波舞（山形縣山形市）
- 北海道地方
  - 仁木町阿波舞（北海道仁木町）

## 阿波舞在台灣
自2015年起，阿波舞振興協會、德島縣阿波舞協會、東京高圓寺阿波舞振興協會先後至台灣各地舉辦多次表演。
- 2015.11 阿波舞振興協會選拔連－台北華山1914文化創意產業園區（發現德島新魅力）
- 2016.11 德島縣阿波舞協會蜂須賀連－高雄漢神巨蛋購物中心（四國物產展）
- 2018.10 阿波舞振興協會選拔連－台南市（南瀛國際民俗藝術節）
- 2019.03 阿波舞振興協會－新竹市、高雄市（阿波舞推廣分享會）
- 2019.09 阿波舞振興協會－桃園市（土地公國際民俗藝術節）
- 2019.10 阿波舞振興協會－高雄市（漢神巨蛋德島物產展）

2023阿波舞在台公演

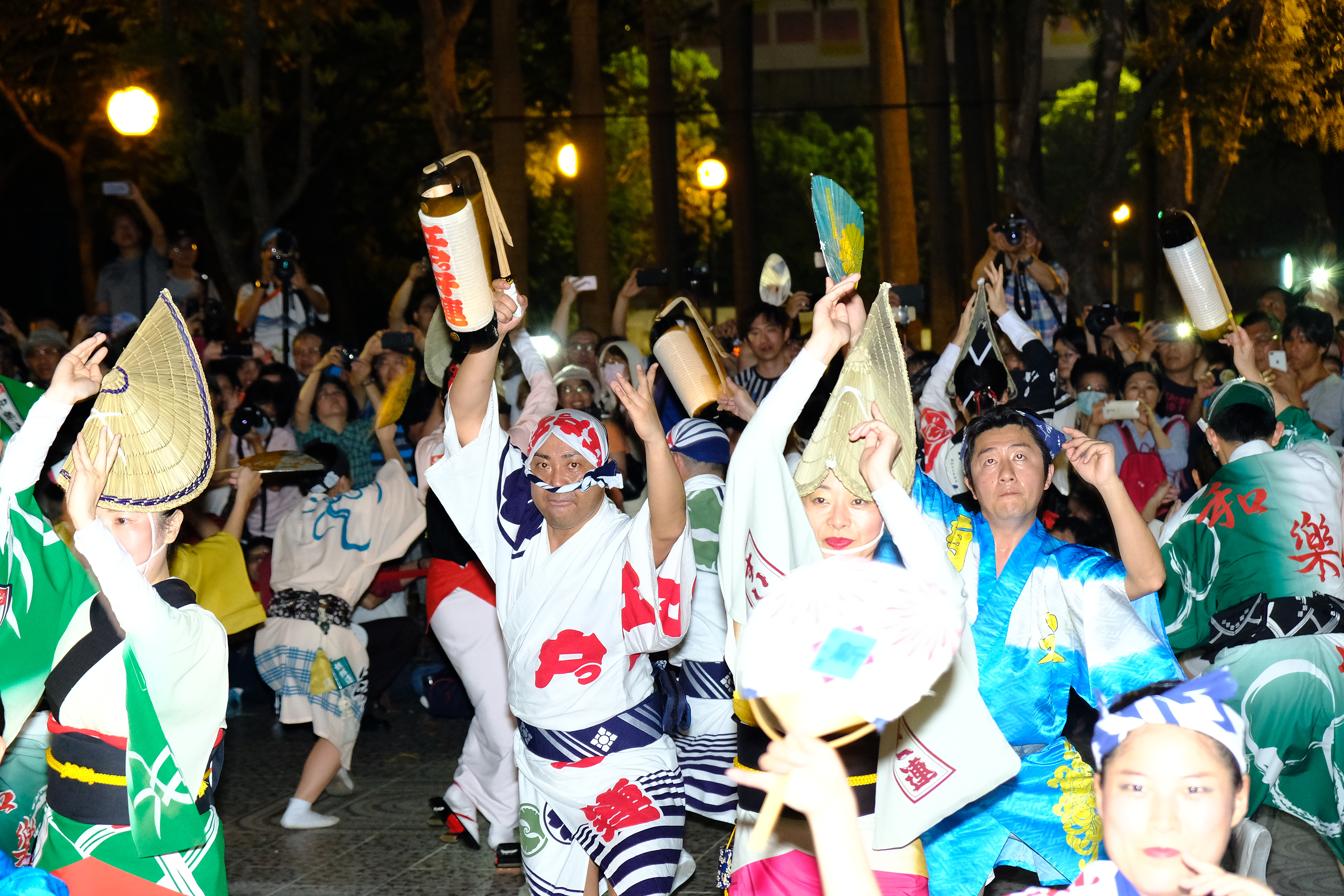
2019高圓寺阿波舞台湾公演
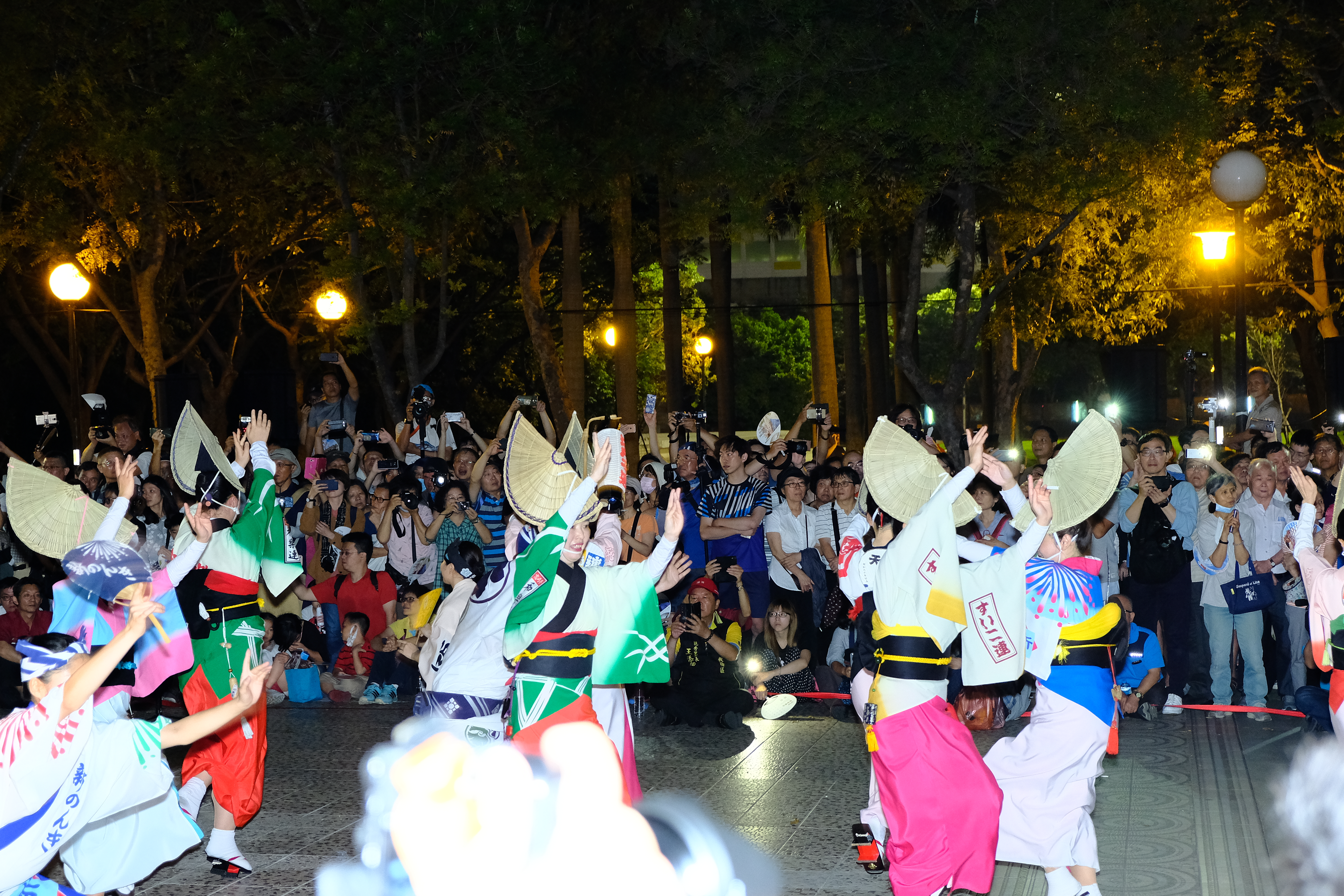
2019高圓寺阿波舞台湾公演
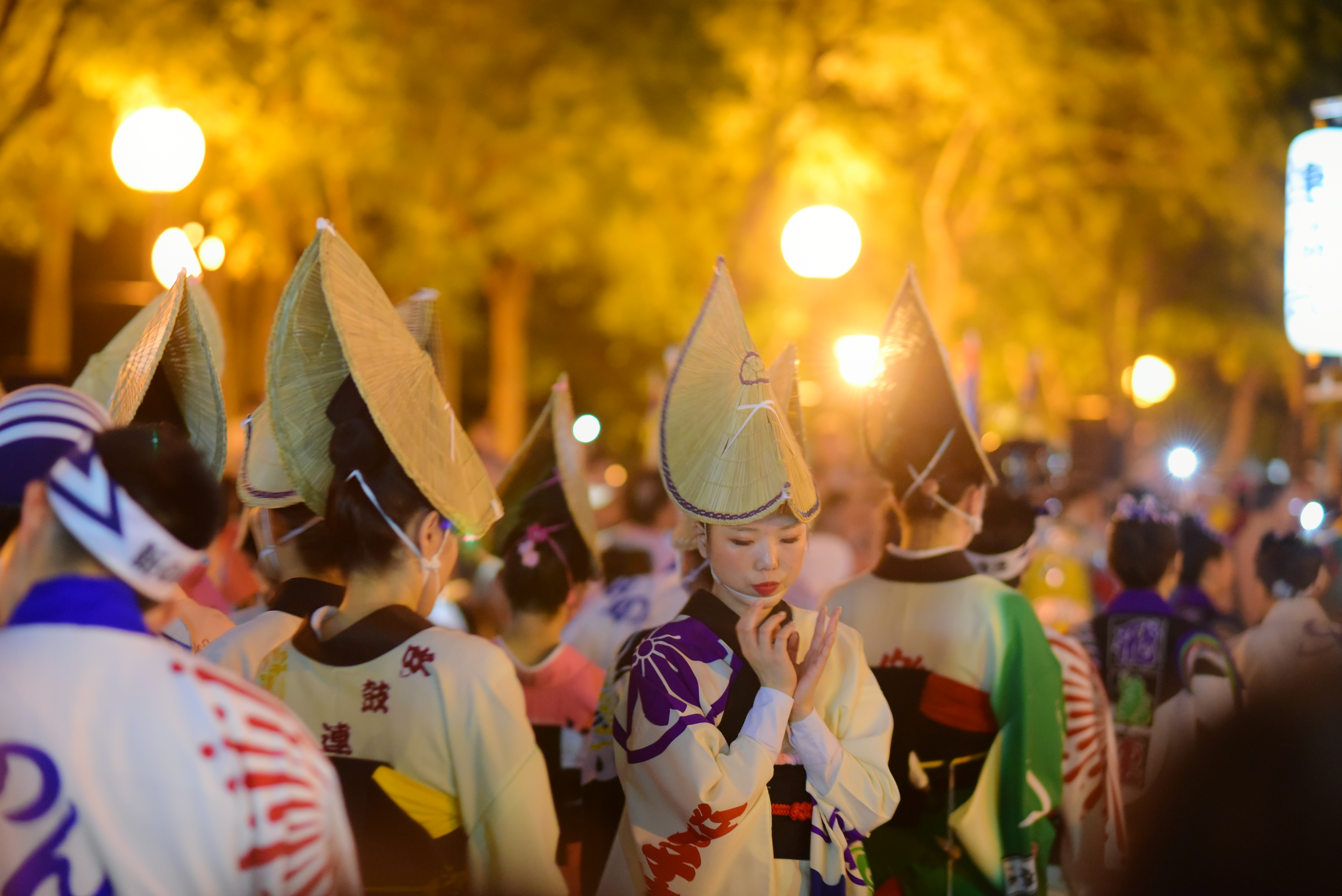
2019高圓寺阿波舞台湾公演

## 大眾文化
- 《青春纪行》中男女主角所在的大学社团日本祭研会的社团活动是跳阿波舞。
- 《蠟筆小新：搞怪遊樂園大冒險》中野原一家跳阿波舞擊敗反派馬卡歐和裘馬。

## 外部連結
- （日語） 阿波舞會館 （页面存档备份，存于）
- （日語） 阿波舞 （页面存档备份，存于） - 德島縣觀光情報阿波導航
- （日語） 高圓寺阿波舞振興協會 （页面存档备份，存于）
- （繁體中文） 台灣阿波舞推廣協會的Facebook專頁